# Gorče
Gorče so naselje v Občini Dravograd.